# Orsonwelles macbeth
Orsonwelles macbeth – gatunek pająka z rodziny osnuwikowatych. Występuje endemicznie na Hawajach. 

## Taksonomia
Gatunek ten opisany został po raz pierwszy w 2002 roku przez Gustava Hormigę na łamach „Invertebrate Systematics”. Jako miejsce typowe wskazano okolice Kolekole. Materiał typowy zdeponowano w Narodowym Muzeum Historii Naturalnej. Epitet gatunkowy pochodzi od filmu Makbet w reżyserii Orsona Wellesa.

## Morfologia
Samce osiągają od 8,37 do 10,54 mm długości ciała, z czego od 3,72 do 5,27 mm przypada na karapaks. Samice osiągają od 9,61 do 12,65 mm długości ciała, z czego od 4,84 do 5,58 mm przypada na karapaks. Karapaks jest ciemnobrązowy lub szary z jasną przepaską podłużną. Wysokość nadustka wynosi dwukrotność średnicy oczu przednio-środkowych u samicy i 2,6-krotność ich średnicy u samca. Duże i masywne szczękoczułki mają od 10 do 11 zębów na krawędzi przedniej oraz od 7 do 9 zębów na krawędzi tylnej. Sternum jest brązowawe z przyciemnionymi brzegami. Jego kształt jest dłuższy niż szeroki z przedłużeniem między biodrami ostatniej pary. Podłużnie jajowata w zarysie opistosoma ma ubarwienie ciemnobrązowe lub szare z nielicznymi kropkami w częściach przednio-bocznych oraz jaśniejszymi znakami. Stożeczek jest duży, mięsisty i porośnięty szczecinkami.
Nogogłaszczki samca mają trzy trichobotria prolateralne i trzy retrolateralne na goleni. Wyróżniają się słabo widocznym od strony grzbietowej głębokim, zakrzywionym wcięciem na apofizie terminalnej, położonym pomiędzy węższym niż u O. falstaffius wyrostkiem wierzchołkowym i węższym niż u O. othello wyrostkiem nasadowym. Samica ma epigynum o wklęsłej w widoku brzusznym krawędzi ogonowej, znacznie krótszym niż O. falstaffius regionie tylno-środkowym i wyraźnie wyodrębnionej przedniej części otworu środkowego.

## Występowanie i ekologia
Gatunek ten występuje endemicznie na wyspie Molokaʻi w archipelagu Hawajów. Ograniczony jest w swym zasięgu do zachodniego skraju występujących na wyspie gór. Spotykany był na rzędnych od 1165 do 1296 m n.p.m. Zasiedla lasy deszczowe. Na jednym z zamieszkiwanych przez niego stanowisk znaleziono pojedynczego osobnika O. othello, jednak sympatryczność tych gatunków jest mało prawdopodobna, gdyż O. macbeth wybiera siedliska wilgotniejsze. W sieciach O. macbeth często bytują kleptopasożytnicze omatnikowate z rodzaju Argyrodes.